# Paraslauga
Aslauga là một chi bướm ngày thuộc họ Bướm xanh.